# Richie Morgan
Richie Morgan, diminutivo di Richard Leslie Morgan (Cardiff, 3 ottobre 1946) è un allenatore di calcio ed ex calciatore gallese, di ruolo difensore.

## Biografia
Suo fratello minore Peter è stato a sua volta un calciatore professionista; i due fratelli sono anche stati compagni di squadra per cinque stagioni al Cardiff City.

## Carriera

### Giocatore
Dopo aver giocato nei semiprofessionisti del Caridff Corinthians, Morgan nel 1966 passa al Cardiff City, militante nella seconda divisione inglese; qui all'età di 20 anni esordisce tra i professionisti e, in generale, rimane al club per undici stagioni (tutte in seconda divisione ad eccezione della stagione 1975-1976 in terza divisione), ovvero tutte quelle della sua carriera professionistica, ricoprendo sempre un ruolo da riserva: gioca infatti in totale solamente 68 partite di campionato con i Ninians, con i quali vince anche 8 edizioni della Coppa del Galles, partecipando inoltre a 9 edizioni della Coppa delle Coppe: in particolare, gioca in totale 4 partite in carriera in questa competizione (una nella Coppa delle Coppe 1967-1968 e 3 nella Coppa delle Coppe 1976-1977).

### Allenatore
Dopo il ritiro Morgan rimane al Cardiff City come vice allenatore; il 1º novembre 1978 viene nominato allenatore della prima squadra, sempre militante nella seconda divisione inglese, restando in carica fino al 3 marzo 1981: in 105 partite ufficiali allenate alla guida del Cardiff City ha raccolto complessivamente 38 vittorie, 24 pareggi e 43 sconfitte. Dopo essere stato esonerato rimane comunque nel club con un incarico dirigenziale fino al febbraio del 1982. In seguito ha anche allenato i semiprofessionisti gallesi del Barry Town dal 1985 al 1987.

## Palmarès

### Giocatore

#### Competizioni nazionali
- Coppa del Galles: 8

Cardiff City: 1966-1967, 1967-1968, 1968-1969, 1969-1970, 1970-1971, 1972-1973, 1973-1974, 1975-1976

### Allenatore

#### Competizioni nazionali
- Welsh Football League Division One: 2

Barry Town: 1985-1986, 1986-1987